# Боливарианские игры 1970
6-е Боливарианские игры проходили с 22 августа по 6 сентября 1970 года в Маракайбо (Венесуэла). В соревнованиях приняли участие 1122 спортсмена из 6 стран. Игры были официально открыты президентом Венесуэлы Рафаэлем Кальдера. Факел нёс копьеметатель Хосе «Паченчо» Ромеро, который выиграл первую золотую медаль в легкой атлетике для Венесуэлы, после последнего успеха для этой страны в Боливарианских игр 1947-48 годов. Олимпийский стадион в Маракайбо был позже назван в его честь. Клятву произнёс спортсмен Бригидо Ириарте, который выиграл золотую медаль в пятиборье на Боливарианских играх 1951 года.

## Страны-участницы
| - Боливия - Колумбия | - Эквадор - Панама | - Перу - Венесуэла |

## Виды спорта
- Водные виды спорта:
  -  Прыжки в воду
  -  Плавание
- Лёгкая атлетика
- Бейсбол
- Баскетбол
- Бокс
- Велоспорт
- Конный спорт
- Фехтование
- Футбол
- Спортивная гимнастика
- Дзюдо
- Софтбол
- Стрельба
- Теннис
- Волейбол
- Тяжёлая атлетика
- Борьба

## Итоги Игр
| Место | Страна    | Золото | Серебро | Бронза | Всего |
| 1     | Венесуэла | 76     | 57      | 58     | 191   |
| 2     | Колумбия  | 52     | 54      | 45     | 151   |
| 3     | Перу      | 34     | 40      | 22     | 96    |
| 4     | Панама    | 18     | 24      | 29     | 71    |
| 5     | Эквадор   | 8      | 11      | 15     | 34    |
| 6     | Боливия   | 1      | 3       | 5      | 9     |
| Всего | Всего     | 189    | 189     | 174    | 552   |